# Twist and Shout (ep)
Twist and Shout is de eerste ep van de Britse band The Beatles. Het album is uitgebracht door Parlophone in het Verenigd Koninkrijk, Duitsland, Spanje, Nieuw-Zeeland, Australië en Argentinië. De ep werd uitgebracht in 1963; eerder dat jaar verschenen alle tracks op de ep al op Please Please Me, het debuutalbum van The Beatles.
Twist and Shout stond 21 weken op de eerste plaats van de Britse hitlijst voor ep's en werd zo succesvol dat het ook in de singlehitlijsten terechtkwam.

## Tracks
| Nr. | Titel                                       | Duur |
| --- | ------------------------------------------- | ---- |
| 1.  | Twist and Shout (Bert Russell, Phil Medley) | 2:33 |
| 2.  | A Taste of Honey (Ric Marlow, Bobby Scott)  | 2:05 |

| Nr. | Titel                                           | Duur |
| --- | ----------------------------------------------- | ---- |
| 1.  | Do You Want to Know a Secret (Lennon-McCartney) | 2:00 |
| 2.  | There's a Place (Lennon-McCartney)              | 1:53 |